# Бокс на летних Олимпийских играх 1904 — до 65,8 кг
Соревнования по боксу в весовой категории до 65,8 кг среди мужчин на летних Олимпийских играх 1904 прошли 21 и 22 сентября. Приняли участие четыре спортсмена из одной страны.

## Призёры
| Золото          | Серебро            | Бронза                          |
| Альберт Янг США | Гарри Спэнджер США | Джек Иген США Джозеф Лайдон США |

## Соревнование
|  | Полуфинал            | Полуфинал            |             |  | Финал | Финал |
|  |                      |                      |             |  |       |       |
|  | 21 сентября          |                      |             |  |       |       |
|  |                      |                      |             |  |       |       |
|  | Альберт Янг (USA)    |                      |             |  |       |       |
|  | 22 сентября          |                      |             |  |       |       |
|  | Джек Иген (USA)      |                      |             |  |       |       |
|  | Альберт Янг (USA)    | по очкам             |             |  |       |       |
|  | Альберт Янг (USA)    | по очкам             | 21 сентября |  |       |       |
|  |                      | Гарри Спэнджер (USA) |             |  |       |       |
|  | Гарри Спэнджер (USA) | по очкам             |             |  |       |       |
|  | Гарри Спэнджер (USA) | по очкам             |             |  |       |       |
|  | Джозеф Лайдон (USA)  |                      |             |  |       |       |
|  | Матч за 3-е место    |                      |             |  |       |       |
|  |                      |                      |             |  |       |       |
|  |                      |                      |             |  |       |       |
|  |                      |                      |             |  |       |       |
|  |                      |                      |             |  |       |       |
|  |                      |                      |             |  |       |       |
|  |                      |                      |             |  |       |       |

Матч за третье место не проводился, два спортсмена (Иген и Лайдон) были награждены бронзовыми медялями.
Джек Иген завоевал серебряную медаль в лёгком (до 61,2 кг) весе и бронзовую медаль  и полусреднем (до 65,8 кг) весе. Позже выяснилось, что он выступал под псевдонимом, а его настоящее имя Фрэнк Джозеф Фойд, при этом по правилам организации, организовавшей олимпийские соревнования, спортсмены должны были выступать под собственными именами. В ноябре 1905 года Иген был дисквалифицирован Архивная копия от 30 января 2012 на Wayback Machine и лишён всех своих наград. В легком весе серебро перешло к Расселу ван Хорну, а бронза к Питеру Стархольдту (при этом Стархольдт не одержал победы ни в одном поединке). В полусреднем весе бронзовая медаль осталась у Джозефа Лайдона. Однако в соответствии с базой данных МОК по Олимпийским играм 1904 года МОК признает Джека Игена серебряным медалистом в легком весе и бронзовым медалистом в полусреднем весе, Рассела ван Хорна - бронзовым медалистом в легком весе, а Джозеф Лайдон сохранил бронзовую медаль в полусреднем весе.